# Wardsville
Wardsville é uma vila localizada no estado americano de Missouri, no Condado de Cole.

## Demografia
Segundo o censo americano de 2000, a sua população era de 976 habitantes.
Em 2006, foi estimada uma população de 978, um aumento de 2 (0.2%).

## Geografia
De acordo com o United States Census Bureau tem uma área de
6,4 km², dos quais 6,3 km² cobertos por terra e 0,1 km² cobertos por água. Wardsville localiza-se a aproximadamente 222 m acima do nível do mar.

## Localidades na vizinhança
O diagrama seguinte representa as localidades num raio de 20 km ao redor de Wardsville.